# Belinda Bauer (Schauspielerin)
Belinda Jane Bauer (* 13. Juni 1950) ist eine australische ehemalige Schauspielerin.

## Leben
Belinda Bauer arbeitete zunächst als Balletttänzerin und Model in New York. Ihren ersten Spielfilmauftritt hatte sie 1979 an der Seite von Jeff Bridges in Der Ringer. Direkt anschließend spielte sie erneut zusammen mit Bridges in Philadelphia Clan. Es folgten Hauptrollen in dem Fantasyfilm Der Zauberbogen sowie in Timerider – Das Abenteuer des Lyle Swann. 1983 hatte sie eine Nebenrolle in Flashdance und die Titelrolle in der Fernsehproduktion Die Morde des Dorian Gray nach Oscar Wilde. Im darauf folgenden Jahr war sie in der Pilot-Doppelfolge der Fernsehserie Airwolf und in der weiblichen Hauptrolle der Delilah in der Bibelverfilmung Samson und Delilah sehen, danach kam ihre Filmkarriere jedoch ins Stocken. In Weird Al Yankovics Filmparodie UHF – Sender mit beschränkter Hoffnung hatte sie 1989 eine winzige Rolle als Schlammcatcherin.
In den 1990er Jahren hatte sie noch einige Gastauftritte in Fernsehserien wie Mord ist ihr Hobby und Palm Beach-Duo sowie Nebenrollen in Filmen wie RoboCop 2. Nach Poison Ivy II beendete sie ihre Filmkarriere.

## Filmografie (Auswahl)
- 1979: Philadelphia Clan (Winter Kills)
- 1980: Der Ringer (The American Success Company)
- 1981: Der Zauberbogen (The Archer: Fugitive from the Empire)
- 1982: Timerider – Das Abenteuer des Lyle Swann (Timerider: The Adventure of Lyle Swann)
- 1983: Flashdance
- 1983: Die Morde des Dorian Gray (The Sins of Dorian Gray)
- 1984: Airwolf Airwolf – Eine unschlagbare Waffe (Fernsehfilm)
- 1984: Airwolf (Fernsehserie, 1 Folge)
- 1984: Hitchhiker – Unglaubliche Geschichten (Fernsehserie, 1 Folge)
- 1984: Samson und Delilah
- 1985: Das Girl vom anderen Stern (Starcrossed, Fernsehfilm)
- 1985: Insiders (The Insiders, Fernsehserie, 1 Folge)
- 1987: Tonight’s the Night (Fernsehfilm)
- 1987: Der Mörder mit dem Rosenkranz (The Rosary Murders, Fernsehfilm)
- 1988: Act of Piracy – Piraterie auf hoher See (Act of Piracy; Fernsehfilm)
- 1989: UHF – Sender mit beschränkter Hoffnung (UHF)
- 1990: RoboCop 2
- 1990: Mord ist ihr Hobby (Murder, She Wrote, Fernsehserie, 1 Folge)
- 1991: Twilight
- 1991: The Antagonists (Fernsehserie, 1 Folge)
- 1993: Ein Fall für den Mörder (A Case for Murder)
- 1993: H.P. Lovecrafts Necronomicon (Necronomicon)
- 1993: Diagnose: Mord (Diagnosis Murder, Fernsehserie, 1 Folge)
- 1995: The Watcher (Fernsehserie, 1 Folge)
- 1995: Palm Beach-Duo (Silk Stalkings, Fernsehserie, 1 Folge)
- 1996: Poison Ivy II – Jung und verführerisch (Poison Ivy II)